# Chanteheux
Chanteheux est une commune française située dans le département de Meurthe-et-Moselle, en région Grand Est.

## Géographie
Chanteheux est située au nord-est de Lunéville. La commune est traversée par la Vezouze. Son sol est siliceux et argilo-siliceux. Le sous-sol est argilo-marneux imperméable.
Le territoire de la commune est limitrophe de ceux de trois communes ; une quatrième commune, Moncel-lès-Lunnéville touche au sud-est à Chanteheux.
|           | Jolivet    |                                           |
| Lunéville | Chanteheux | Croismare                                 |
|           | Lunéville  | Moncel-lès-Lunéville (par un quadripoint) |

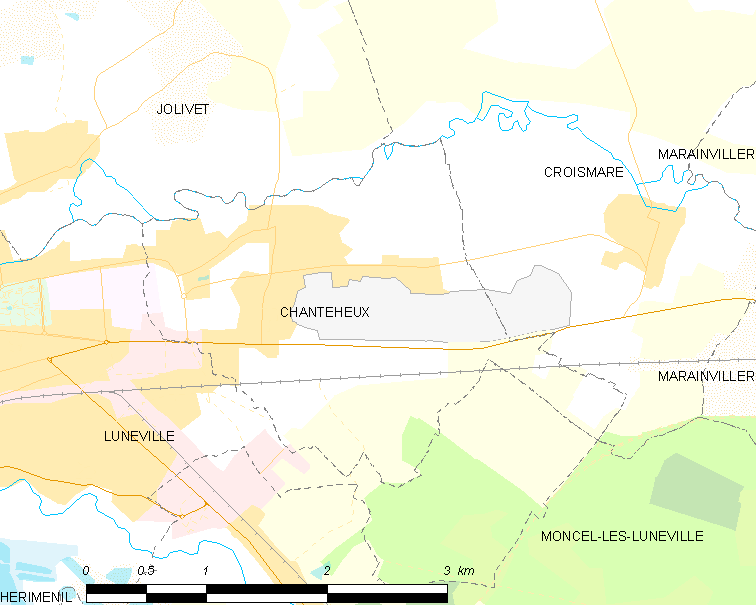
Carte de la commune.
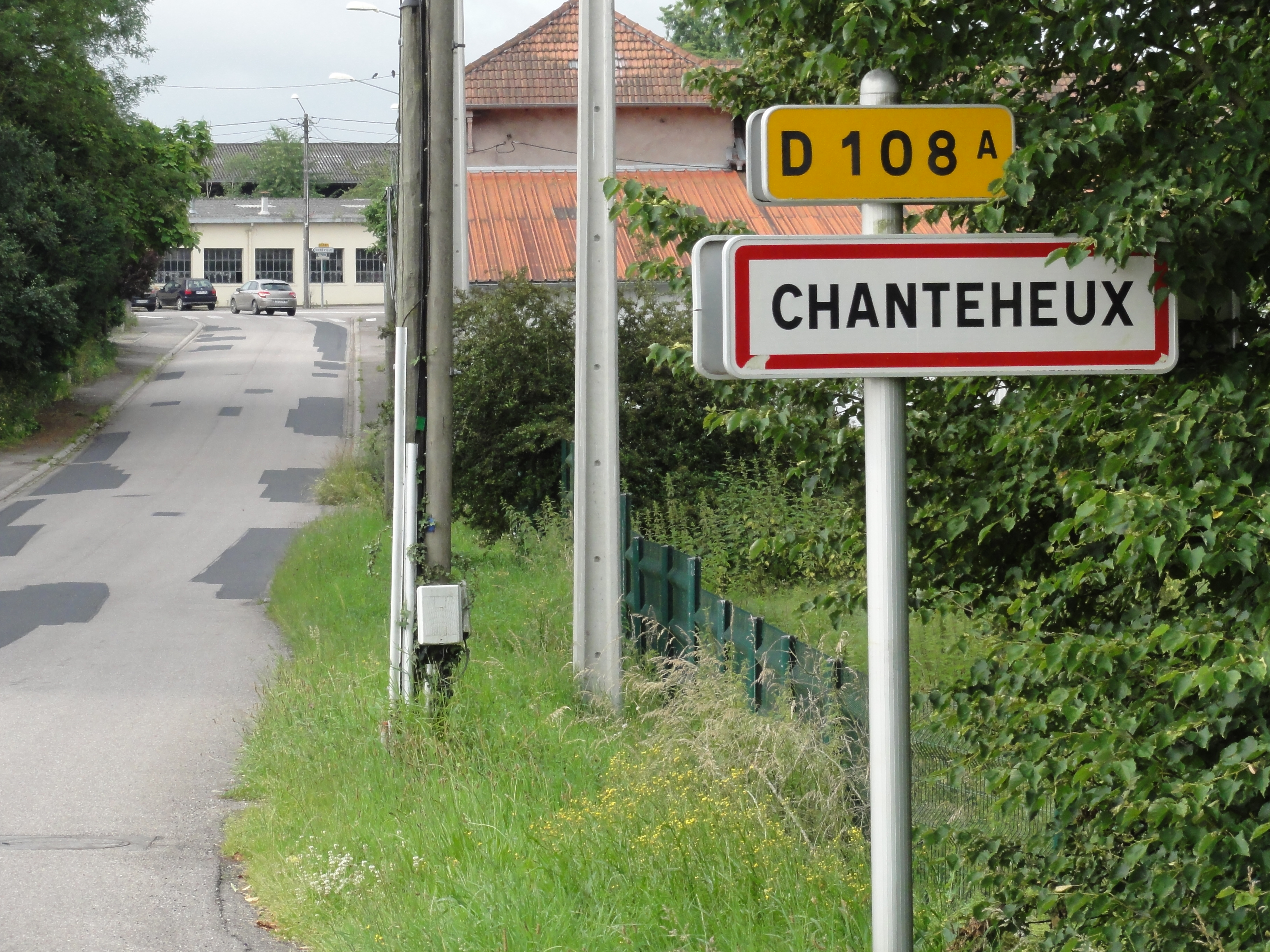
Entrée de Chanteheux.
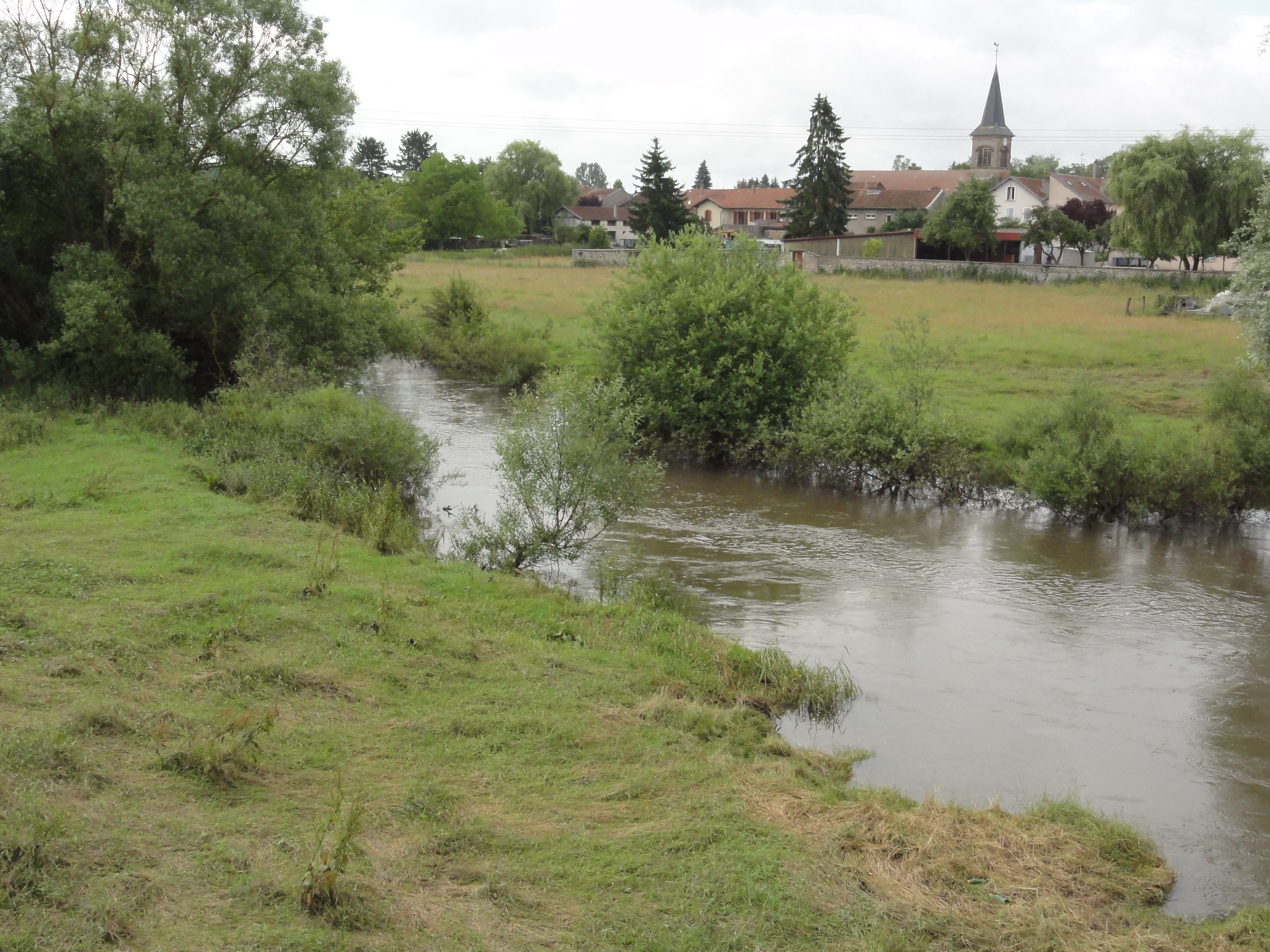
La Vezouze à Chanteheux.

### Hydrographie
La commune est dans le bassin versant du Rhin au sein du bassin Rhin-Meuse. Elle est drainée par la Vezouze et le ruisseau de la Fourasse,.
La Vezouze, d'une longueur de 75 km, prend sa source dans la commune de Saint-Sauveur et se jette  dans la Meurthe à Rehainviller, après avoir traversé 24 communes. 

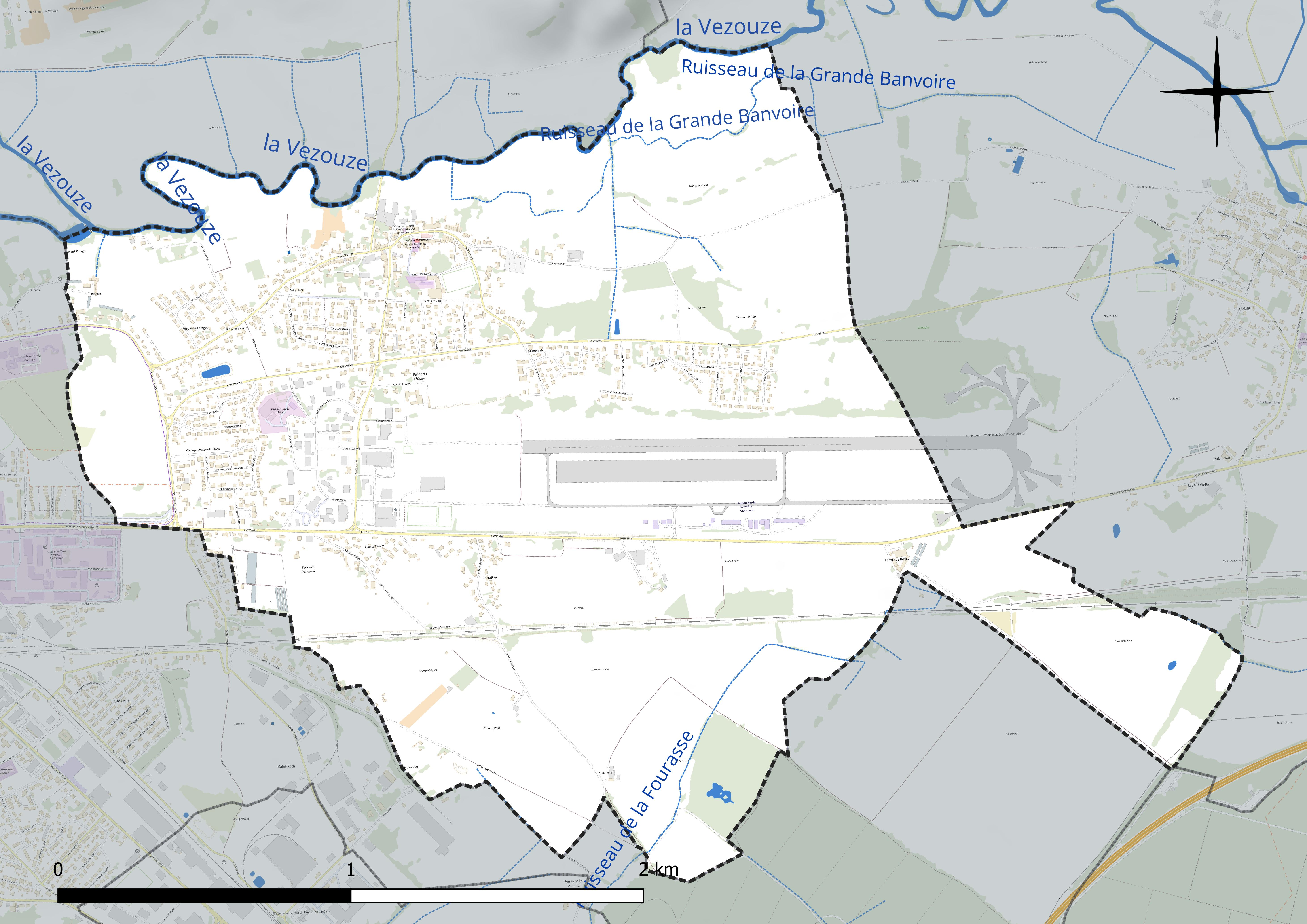
Réseau hydrographique de Chanteheux.

### Climat
Pour des articles plus généraux, voir Climat du Grand Est et Climat de Meurthe-et-Moselle.
En 2010, le climat de la commune est de type climat océanique dégradé des plaines du Centre et du Nord, selon une étude du Centre national de la recherche scientifique s'appuyant sur une série de données couvrant la période 1971-2000. En 2020, Météo-France publie une typologie des climats de la France métropolitaine dans laquelle la commune est exposée à un climat semi-continental et est dans la région climatique  Lorraine, plateau de Langres, Morvan, caractérisée par un hiver rude (1,5 °C), des vents modérés et des brouillards fréquents en automne et hiver. 
Pour la période 1971-2000, la température annuelle moyenne est de 9,7 °C, avec une amplitude thermique annuelle de 16,9 °C. Le cumul annuel moyen de précipitations est de 801 mm, avec 11,6 jours de précipitations en janvier et 9,5 jours en juillet. Pour la période 1991-2020, la température moyenne annuelle observée sur la station météorologique de Météo-France la plus proche, « Roville », sur la commune de Roville-aux-Chênes à 24 km à vol d'oiseau, est de 10,3 °C et le cumul annuel moyen de précipitations est de 833,3 mm. 
La température maximale relevée sur cette station est de 40 °C, atteinte le 25 juillet 2019 ; la température minimale est de −24,5 °C, atteinte le 2 janvier 1971,,. 
Les paramètres climatiques de la commune ont été estimés pour le milieu du siècle (2041-2070) selon différents scénarios d'émission de gaz à effet de serre à partir des nouvelles projections climatiques de référence DRIAS-2020. Ils sont consultables sur un site dédié publié par Météo-France en novembre 2022.

## Urbanisme

### Typologie
Au 1er janvier 2024, Chanteheux est catégorisée ceinture urbaine, selon la nouvelle grille communale de densité à sept niveaux définie par l'Insee en 2022.
Elle appartient à l'unité urbaine de Lunéville, une agglomération intra-départementale regroupant quatre  communes, dont elle est une commune de la banlieue,,. Par ailleurs la commune fait partie de l'aire d'attraction de Nancy, dont elle est une commune de la couronne,. Cette aire, qui regroupe 353 communes, est catégorisée dans les aires de 200 000 à moins de 700 000 habitants,.

### Occupation des sols
L'occupation des sols de la commune, telle qu'elle ressort de la base de données européenne d’occupation biophysique des sols Corine Land Cover (CLC), est marquée par l'importance des territoires agricoles (51,9 % en 2018), en diminution par rapport à 1990 (61,9 %). La répartition détaillée en 2018 est la suivante : zones urbanisées (28,7 %), prairies (19,4 %), terres arables (17,8 %), zones industrielles ou commerciales et réseaux de communication (14,7 %), zones agricoles hétérogènes (14,7 %), espaces verts artificialisés, non agricoles (3,1 %), forêts (1,6 %). L'évolution de l’occupation des sols de la commune et de ses infrastructures peut être observée sur les différentes représentations cartographiques du territoire : la carte de Cassini (XVIIIe siècle), la carte d'état-major (1820-1866) et les cartes ou photos aériennes de l'IGN pour la période actuelle (1950 à aujourd'hui).

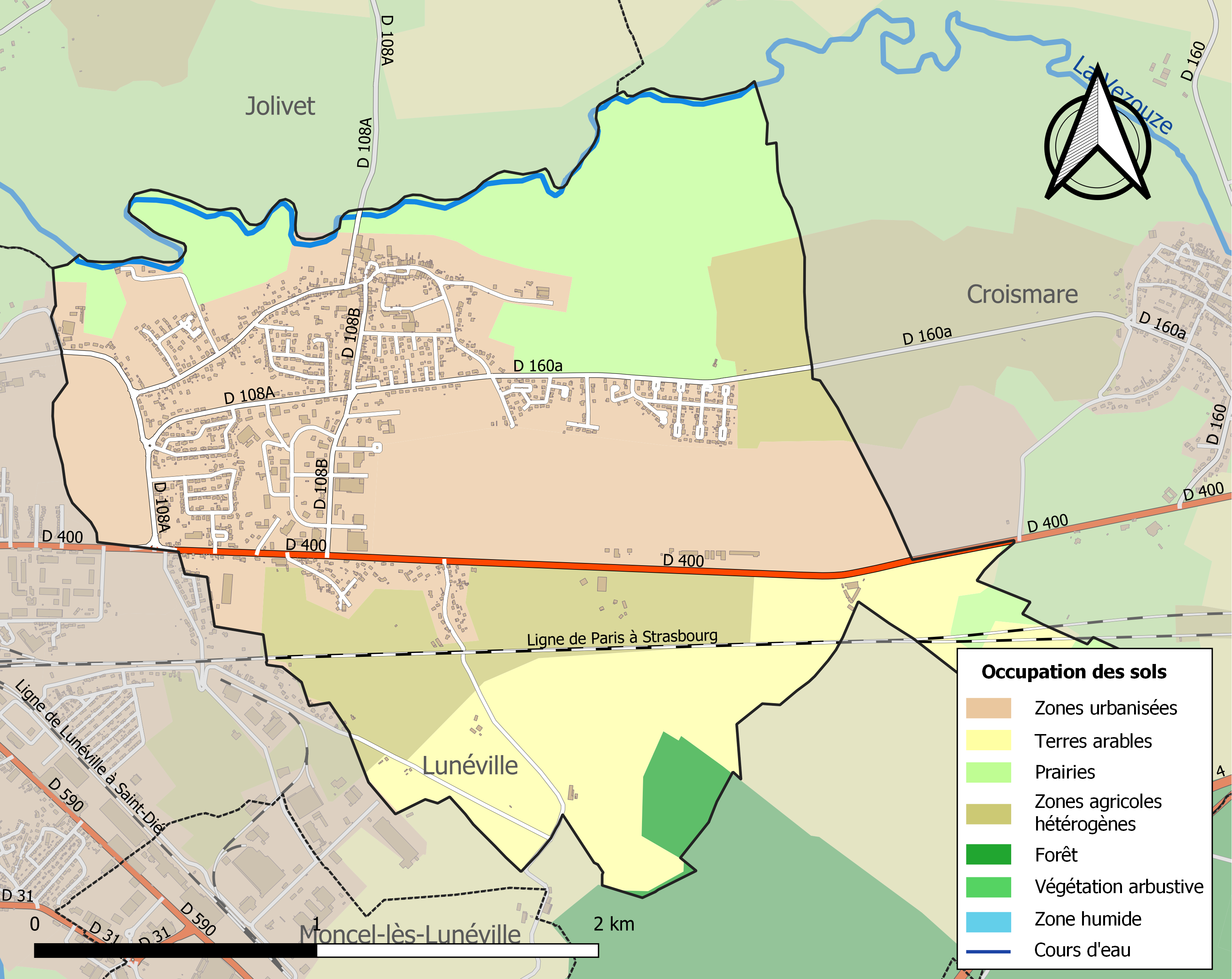
Carte des infrastructures et de l'occupation des sols de la commune en 2018 (CLC).

## Toponymie
Dans les documents anciens, il existe un risque de confusion entre la commune de Chanteheux et le territoire ou ban de Chanteheu près d'Ochey.
Évolution du toponyme : Chantehui et Cantehu en 1182 ; Chanteheux en 1289 ; Chanteheux en 1664 ; Chanteheu en 1749.
La bibliographie étymologique est unanime pour voir dans la première partie du toponyme l'impératif du verbe chanter. Les explications pour la seconde partie ne concluent à rien de concret. L'ancien dialecte local est beaucoup plus explicite. Toutes les formes anciennes du nom se traduisent littéralement par «chante porte» : la porte chantante ou la porte qui chante. On sait par ailleurs que la porte Est des anciennes fortifications de Lunéville s'appelait la porte Chanteheux. Y a -t- il un lien ?
Chanteheux se prononce Canteu en lorrain roman (patois). Le latin étant l'une des "langues mères" du lorrain roman, [ch] se prononce ici [k] comme en Italien. Ce cas est assez rare dans cette langue mais pas inédit.

## Histoire

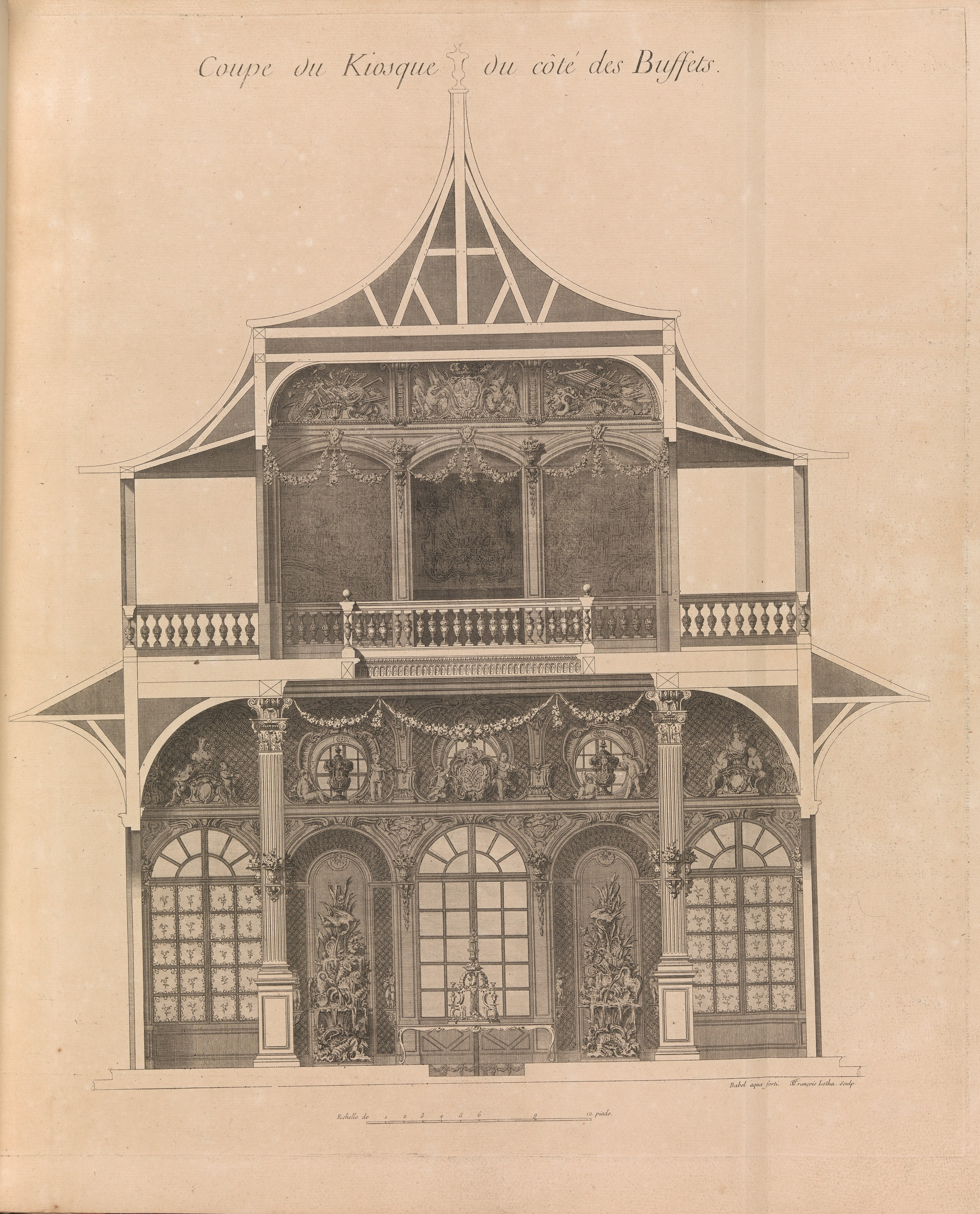
Salon de Chanteheux.

Le village est à l'origine aux comtes de Lunéville. Le duc Ferry de Lorraine donne à son fils Jean la ville et le ban de Chanteheux et toutes ses appartenances entièrement en hommes, en femmes, en terres, en justice.
Un château, nommé Salon de Chanteheux, est construit en 1740 par l'architecte Emmanuel Héré pour le duc de Lorraine Stanislas Leszczynski. Situé dans l'axe du château de Lunéville, dans le prolongement des Bosquets, à environ trois kilomètres à l'est, il sert de pavillon de plaisance pour des concerts et des séjours de courte durée.
La gare de Chanteheux de la ligne de Lunéville à Blâmont et à Badonviller est inaugurée par le ministre Albert Lebrun le 13 août 1911. Elle est située au sud de la localité, le trafic fonctionne jusqu'en 1942 mais il ne reste plus rien à présent.

## Politique et administration
| Période                                  | Période                   | Identité                                        | Étiquette | Qualité      |
| ---------------------------------------- | ------------------------- | ----------------------------------------------- | --------- | ------------ |
| Les données manquantes sont à compléter. |                           |                                                 |           |              |
| novembre 1951                            | mars 1971                 | Jean Bérogin                                    |           |              |
| mars 1971                                | mars 1977                 | M. Ravailler                                    |           |              |
| mars 1977                                | mars 2001                 | Roland Jacquot                                  |           |              |
| mars 2001                                | En cours (au 25 mai 2020) | Jacques Dewaele, Réélu pour le mandat 2020-2026 |           | Ancien cadre |

## Population et société

### Démographie
L'évolution du nombre d'habitants est connue à travers les recensements de la population effectués dans la commune depuis 1793. Pour les communes de moins de 10 000 habitants, une enquête de recensement portant sur toute la population est réalisée tous les cinq ans, les populations de référence des années intermédiaires étant quant à elles estimées par interpolation ou extrapolation. Pour la commune, le premier recensement exhaustif entrant dans le cadre du nouveau dispositif a été réalisé en 2006.

En 2022, la commune comptait 2 124 habitants, en évolution de −0,19 % par rapport à 2016 (Meurthe-et-Moselle : −0,13 %, France hors Mayotte : +2,11 %).
| 1793 | 1800 | 1806 | 1821 | 1831 | 1836 | 1841 | 1846 | 1851 |
| ---- | ---- | ---- | ---- | ---- | ---- | ---- | ---- | ---- |
| 195  | 208  | 212  | 257  | 249  | 316  | 331  | 343  | 334  |

| 1856 | 1861 | 1872 | 1876 | 1881 | 1886 | 1891 | 1896 | 1901 |
| ---- | ---- | ---- | ---- | ---- | ---- | ---- | ---- | ---- |
| 328  | 317  | 336  | 352  | 386  | 411  | 445  | 506  | 634  |

| 1906 | 1911 | 1921 | 1926 | 1931 | 1936 | 1946 | 1954 | 1962 |
| ---- | ---- | ---- | ---- | ---- | ---- | ---- | ---- | ---- |
| 657  | 742  | 705  | 845  | 973  | 939  | 848  | 835  | 795  |

| 1968 | 1975  | 1982  | 1990  | 1999  | 2006  | 2011  | 2016  | 2021  |
| ---- | ----- | ----- | ----- | ----- | ----- | ----- | ----- | ----- |
| 955  | 1 272 | 1 815 | 1 746 | 1 603 | 1 765 | 2 054 | 2 128 | 2 136 |

| 2022  | - | - | - | - | - | - | - | - |
| ----- | - | - | - | - | - | - | - | - |
| 2 124 | - | - | - | - | - | - | - | - |

## Économie
Chanteheux compte une boulangerie, un bar-tabac et un salon de coiffure en son centre, ainsi qu'une zone commerciale comprenant un Intermarché, un Brico Marché, une station-service et un restaurant.

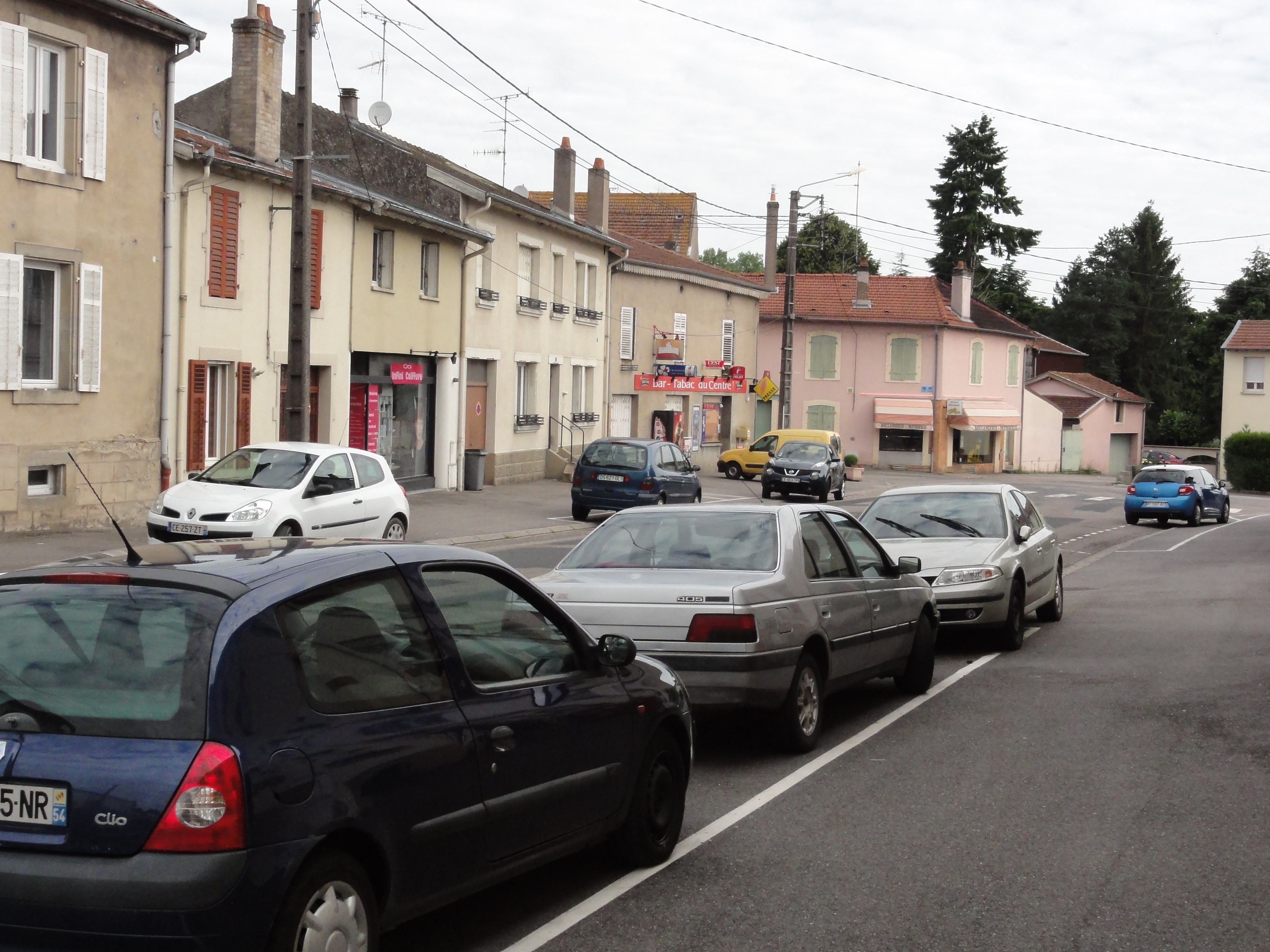
Commerces dans le centre de Chanteheux.

.

## Vie associative et sportive
La commune compte un club de football, l'Amicale de Chanteheux, qui évolue en 2e division du district de Meurthe-Sud.
L'Association Familiale organise chaque année le salon lunévillois du vin, un salon du bois, et un marché de Noël, qui se déroulent habituellement au complexe des Vieux Métiers.

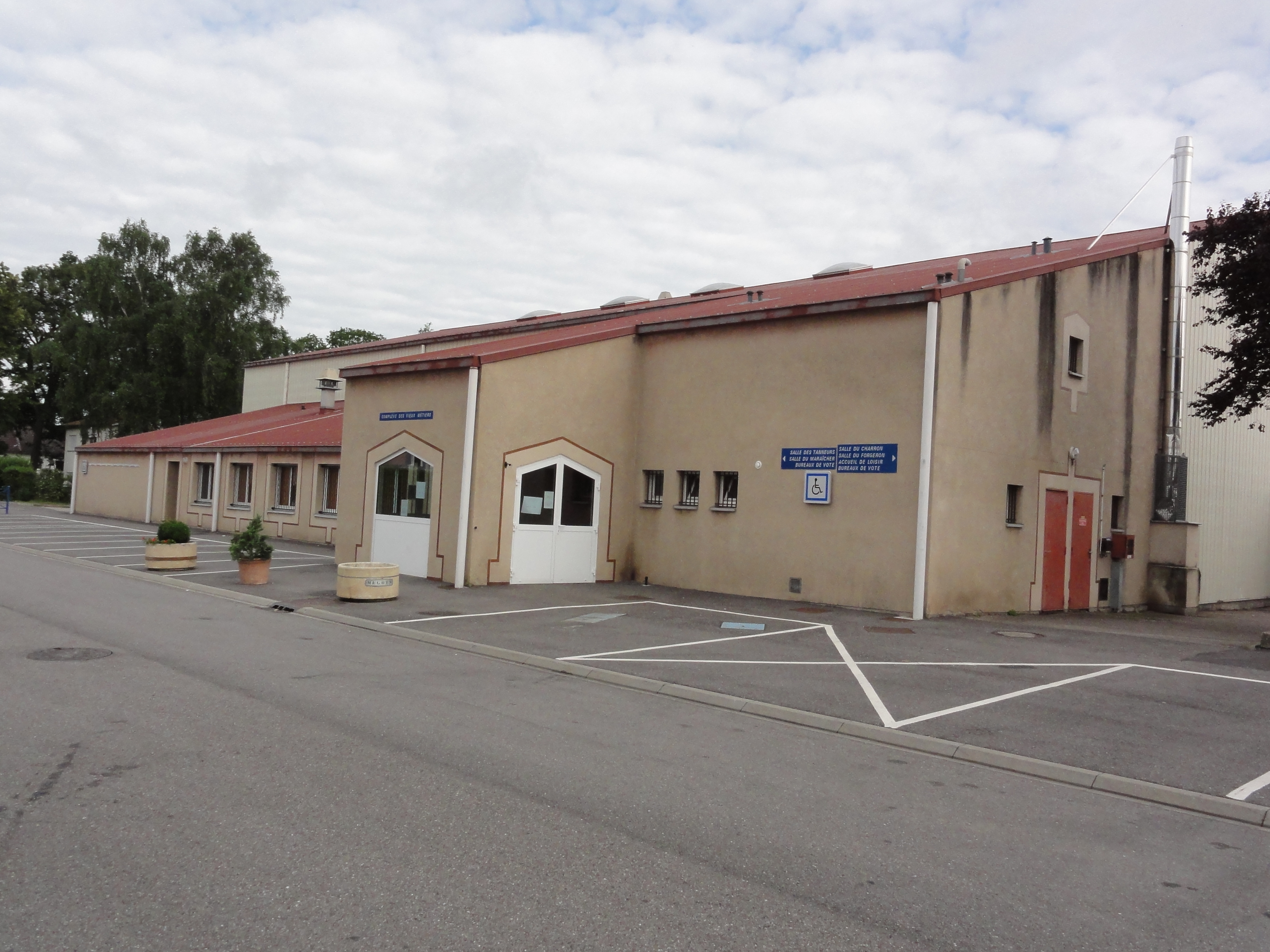
Complexe des vieux métiers.
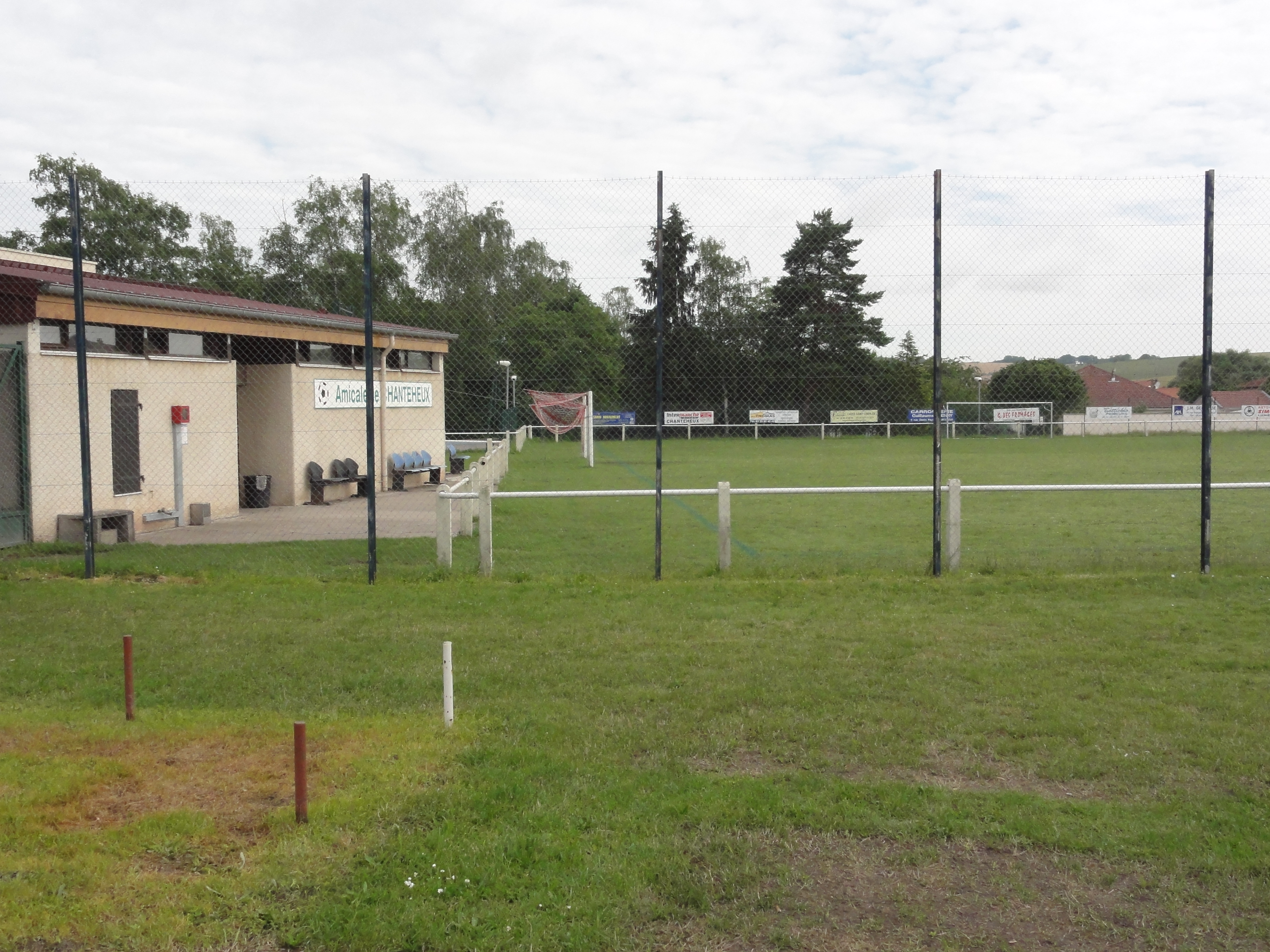
Le stade.

## Culture locale et patrimoine

### Lieux et monuments
- Église Saint-Barthélemy de Chanteheux, XVIIIe siècle, remaniée XIXe : chevet gothique.
- Monument aux morts.
- Château construit en 1740 par Héré pour le dernier duc de Lorraine Stanislas Leszczyński, il fut détruit aussitôt après la mort de celui-ci[28] à l'exception de l'aile sud dit Château de Chanteheux qui sert de ferme et du colombier[20].
- Aérodrome de Lunéville - Croismare situé sur la commune de Chantereux et Croismare. Du 12 août 1916 au 24 mars 1917, l'escadrille N75 effectue sur le front lorrain des missions de reconnaissance, de protection et de patrouille[29]. Vingt pilotes du 324th Fighter-Group U. S. Army Air-Force y décollent sans retour entre janvier et mai 1945[30].

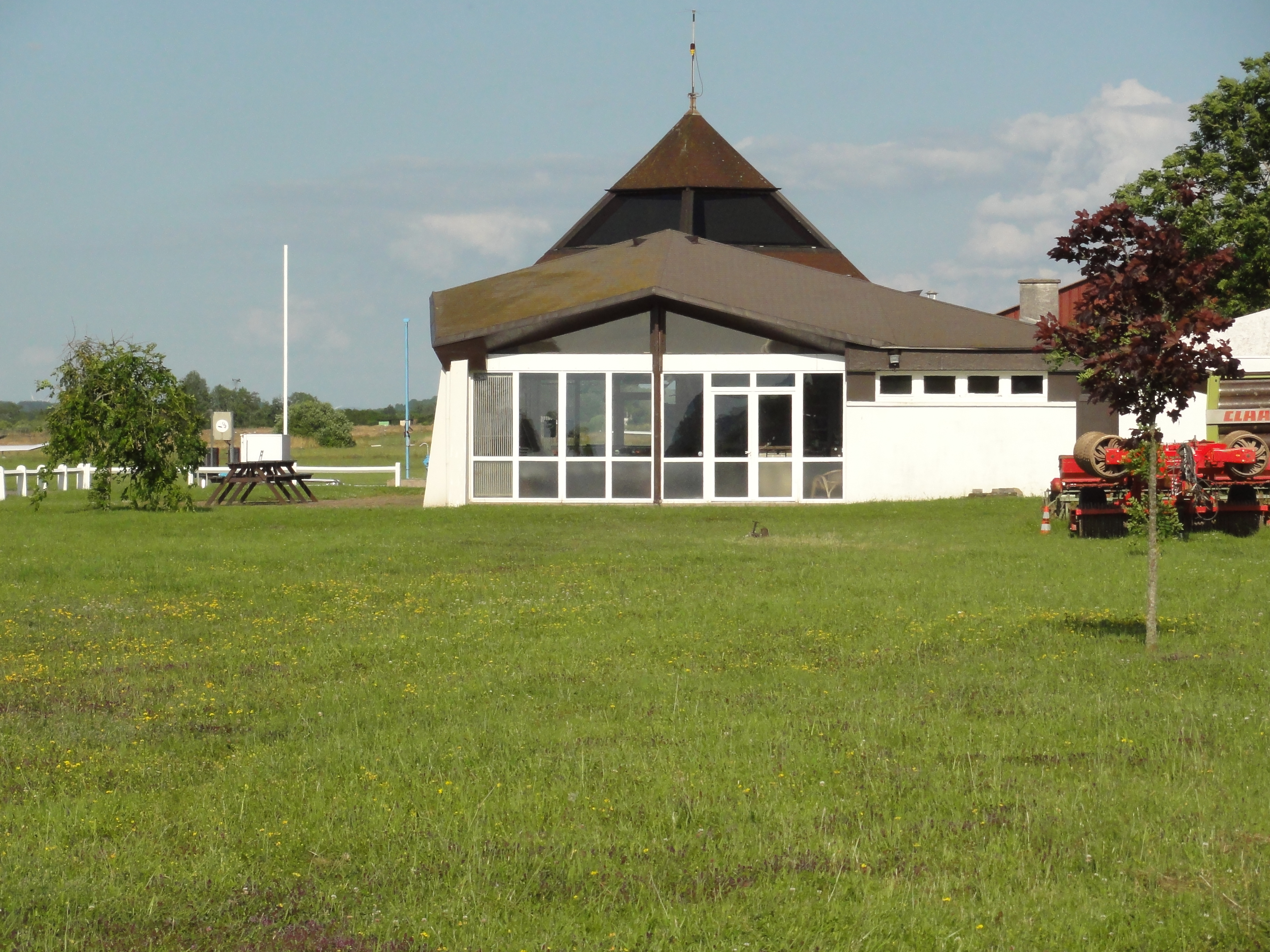
Aérodrome.
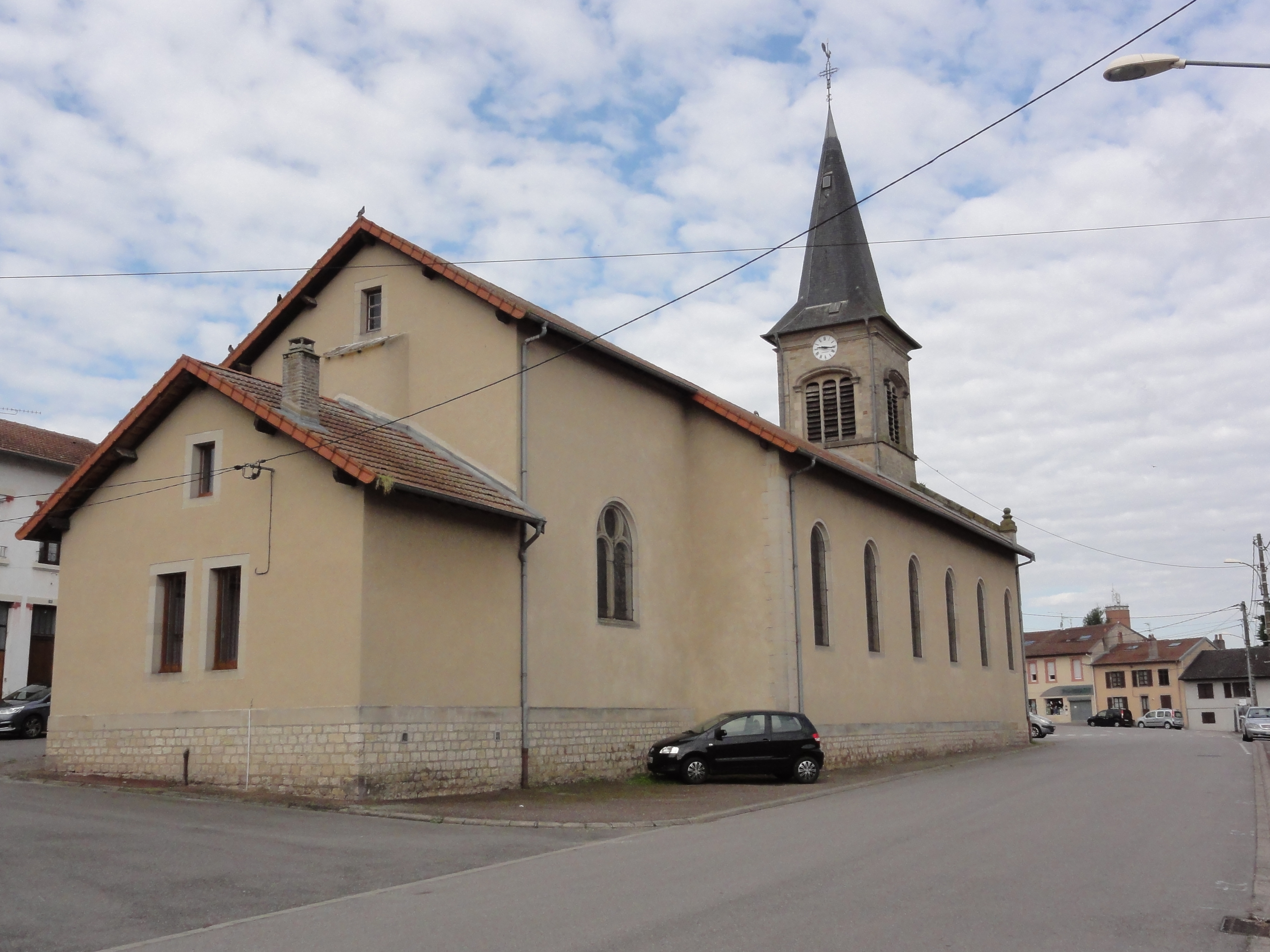
Église Saint-Barthélemy.
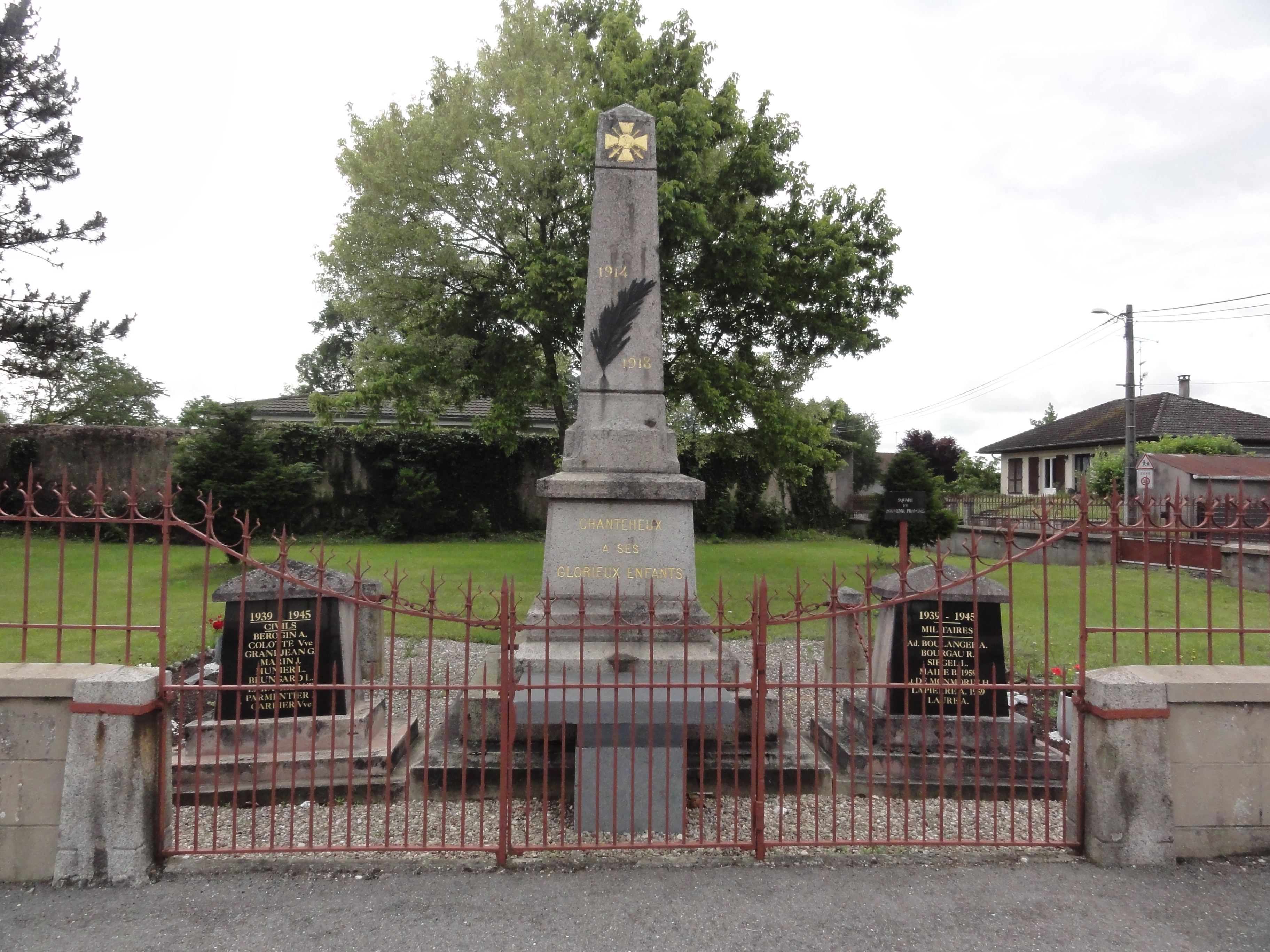
Monument aux morts.
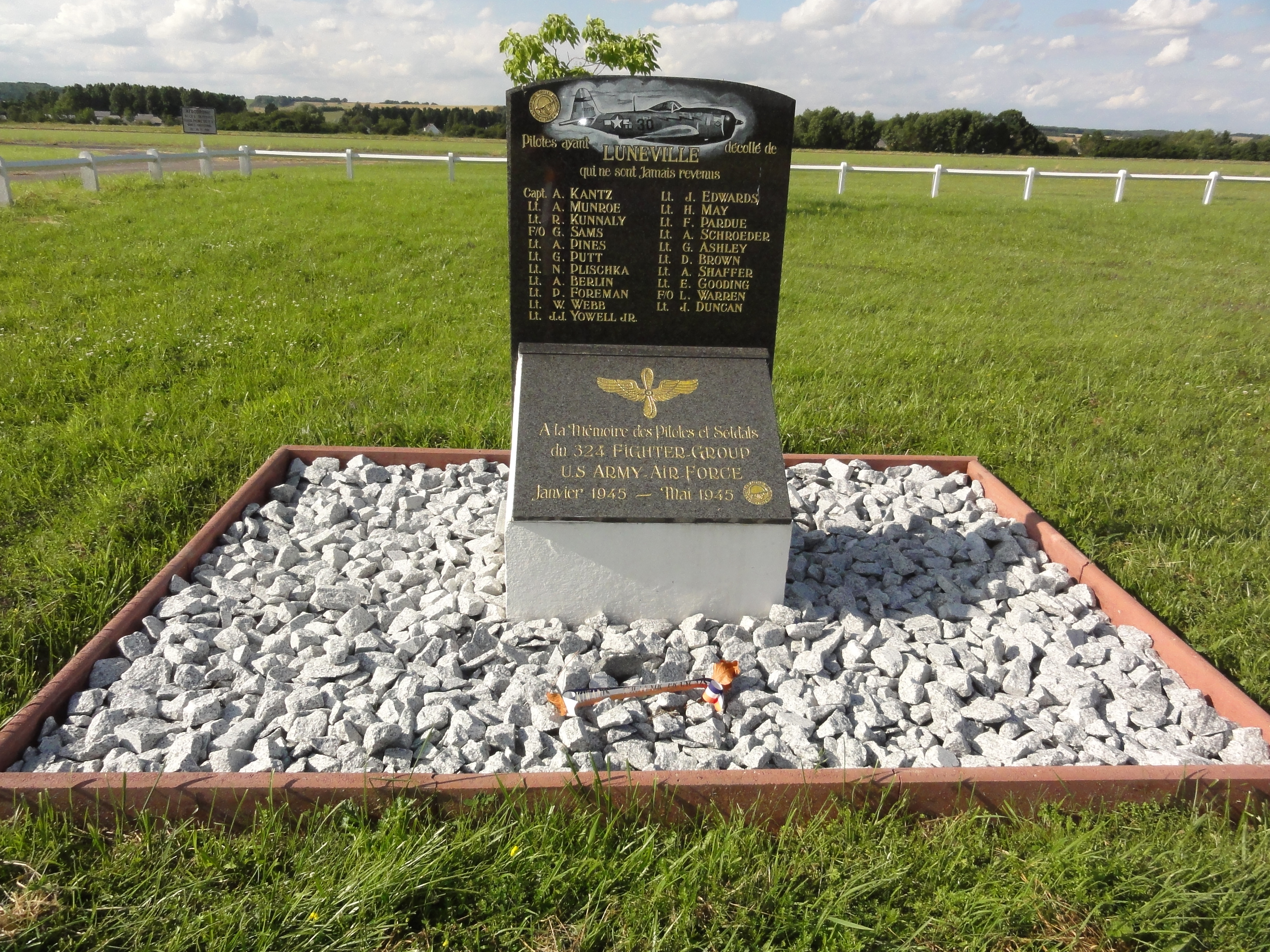
Stèle US Army.

### Personnalités liées à la commune
Maria Doyle, chanteuse. Elle représente l'Irlande au concours Eurovision de la chanson 1985 sous le nom de Maria Christian et participe à la Saison 9 de The Voice : La Plus Belle Voix en 2020 sous le nom de Maria Cuche.

### Héraldique
| Blason de Chanteheux | Blason  | D’argent à la rencontre de buffle de sable acornée et bouclée d’or accompagnée en chef d’un couteau de gueules. |
| Blason de Chanteheux | Détails | Le statut officiel du blason reste à déterminer (voir explications).                                            |